# Russel E. Caflisch
Russel Edward Caflisch (ur. 29 kwietnia 1954) – amerykański matematyk, od 2017 profesor New York University. Zajmuje się m.in. równaniami różniczkowymi cząstkowymi, metodami Monte Carlo i numerycznymi oraz ich zastosowaniami np. do dynamiki płynów i badań materiałowych.

## Życiorys
Studiował matemaykę na Uniwersytecie Stanu Michigan i New York University. Na tej drugiej uczelni w 1978 uzyskał stopień doktora, promotorem był George C. Papanicolaou. Oprócz New York University, gdzie jest profesorem od 2017, pracował też na Uniwersytecie Stanforda i Uniwersytecie Kalifornijskim w Los Angeles.
Swoje prace publikował m.in. w „Journal of Computational Physics”, „Communications on Pure and Applied Mathematics”, „Communications in Mathematical Physics", „SIAM Journal on Applied Mathematics”, „Multiscale Modeling & Simulation”, „Journal of Fluid Mechanics” i „SIAM Journal on Numerical Analysis”.
W 2006 roku wygłosił wykład sekcyjny na Międzynarodowym Kongresie Matematyków w Madrycie, a w 2019 na konferencji Dynamics, Equations and Applications (DEA 2019). Członek Amerykańskiej Akademii Sztuk i Nauk i National Academy of Sciences.
Wypromował ponad 20 doktorów.